# 嗇色園主辦可譽中學暨可譽小學

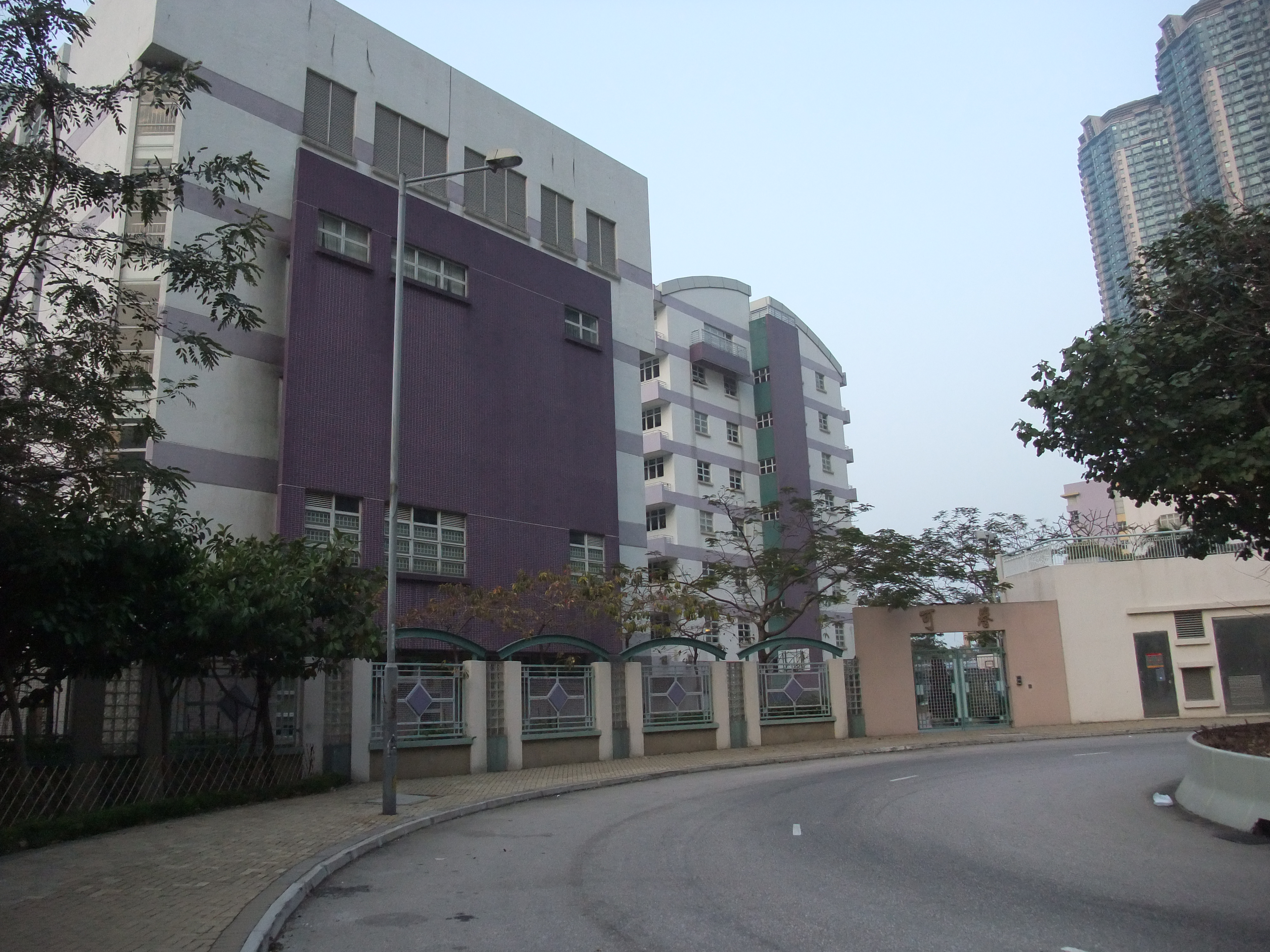
嗇色園主辦可譽中學暨可譽小學的學校大門

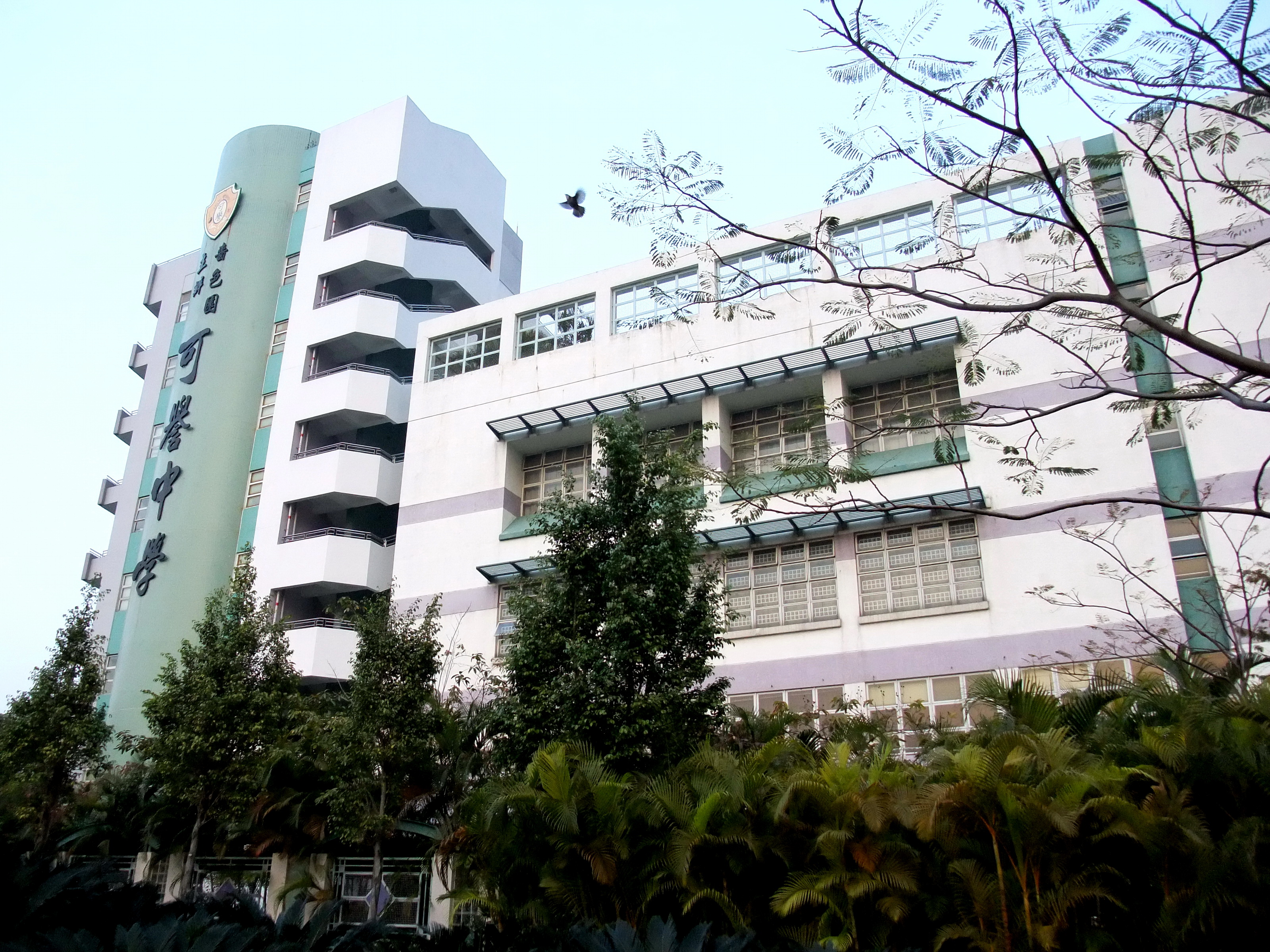
中學校舍

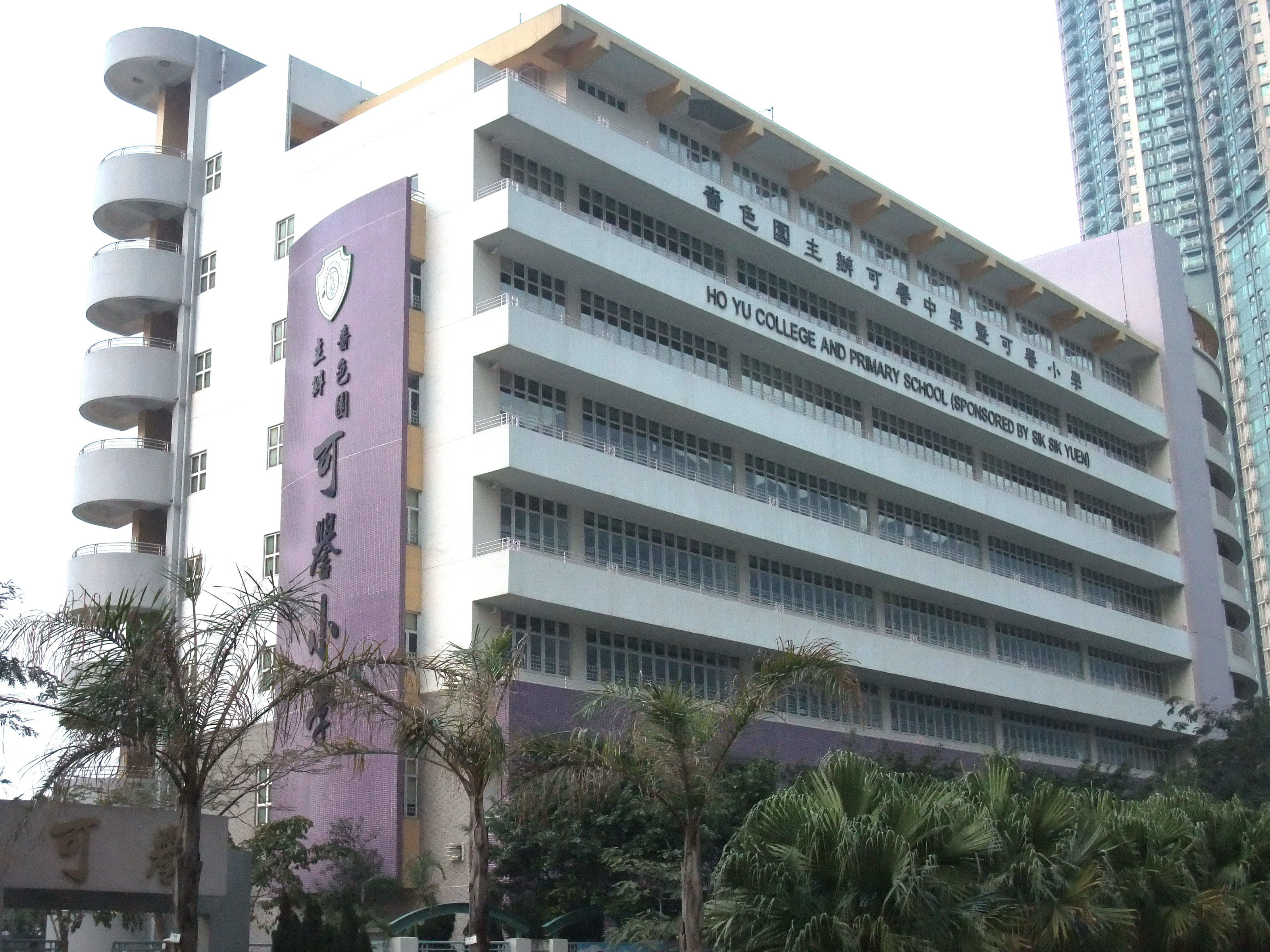
小學校舍

嗇色園主辦可譽中學暨可譽小學（英語：Ho Yu College and Primary School (Sponsored by Sik Sik Yuen)）是一間位於香港大嶼山東涌新市鎮的一條龍學校。
該校創辦於1997年，辦學團體為一間香港著名廟宇黃大仙祠的管理機構——嗇色園。該校為嗇色園所創辦的第5間中學，也是該機構創辦的首間一條龍學校。
另外，辦學團體嗇色園與香港生物教育資源中心合辦全港首間生物科技教研室，該實驗室達至大學實驗室水平的設施和專業支援，於2004年由香港大學校長徐立之教授等人揭幕下正式啟用。

## 歷史
香港政府於1989年公佈香港機場核心計劃，主要是為興建位於大嶼山赤鱲角的新香港國際機場和其配套的基建設施。東涌新市鎮一期，為香港機場核心計劃為其中一項主要工程部份。為配合政府拓展東涌新市鎮，1997年，嗇色園於東涌新市鎮內，開辦屬下的第5所中學，命名為嗇色園主辦可譽中學（Ho Yu College (Sponsored by Sik Sik Yuen)），與保良局馬錦明夫人章馥仙中學同為該新市鎮內首批開辦的中學，為首批遷入東涌新市鎮的居民，提供鄰近的中學服務。
該校於1997年至2003年的期間，只設中學部，校舍暫置於東涌富東邨的靈活式校舍，2003年，該校增設小學部，組合成一所一條龍學校，正式名為嗇色園主辦可譽中學暨可譽小學（Ho Yu College and Primary School (Sponsored by Sik Sik Yuen)），並將校舍搬遷到東涌健東路現址的一組千禧校舍；原址旋即改為開辦香港教育工作者聯會黃楚標中學，是離島區第三所以「一條龍」方式辦學的中學。
嗇色園主辦可譽中學暨可譽小學的一條龍學校模式，是不論校舍設施、聯課活動、學生會、各類型比賽、校曆、上課時間表，甚至是教職員也是中小學部共用，目的是讓小學生及早適應中學教學環境，也便利教職員熟悉學生的需要，以順利銜接中小學兩學階。小學部學生除了可經一條龍模式直升中學部外，也可選擇經自行收生和統一派位升往他校中學，該校升往他校中學的小學畢業生有升讀拔萃女書院、英皇書院、聖瑪加利男女英文中小學等著名中學。至於中學部畢業生，每年皆有升讀香港大學、香港中文大學等大專院校。

## 辦學宗旨
秉承黃大仙師「普濟勸善」的寶訓，透過儒、釋、道三教要義，教導學生修養品德，發揚樂善好施、服務社會的精神。重視學生五育的發展，培養學生獨立思考的能力，並具自學的習慣及終身學習的態度。

## 歷任校長
- 陳朱娟女士（1997年－1997年）
- 凌健真先生（1997年－2001年）
- 李雪英女士（2001年－2018年）
- 麥敏潮先生（2018年－）
- 梁惠芳女士（小學部）（2019年-）

## 著名校友
- 周嘉洛：無綫電視藝員
- 徐宏傑：香港足球運動員
- 謝俊耀：香港詠春運動員
- 陳立寧：香港健球運動員
- 李穎欣：viuTV電視藝員

## 著名前教員
- 李雪英：前香港中學校長會主席、2000-2018年副校長及校長
- 楊詩敏（蝦頭）：前無綫電視藝員、2003－2006年任教戲劇科
- 王耀祖：香港電台DJ、2012-2013年可譽劇社導師
- 呂楚威：香港籃球運動員、前可譽籃球隊總教練

## 校舍設備
此校由後期型小學及中學千禧校舍各一座組成，由瑞安建業承建，設備如下：
課室
- 標準課室
- 英語角
- 英語閱讀室
- 數學室
- 常識教學室
- 人文室
- 地理室
- 綜合科學實驗室
- 物理實驗室
- 化學實驗室
- 生物實驗室
- 小學音樂室
- 中學音樂室
- 電腦音樂室
- 小學視覺藝術室
- 中學視覺藝術室
- 家政室

圖書館
- 中央圖書館
- 數碼圖書館

科技校園
- 生物科技教研室
- 資訊科技校園

大型活動場地
- 禮堂
- 室內體育館
- 演講廳
- 有蓋操場
- 一樓有蓋操場
- 小食部

運動場地
- 足球場
- 籃球場
- 攀石牆
- 百米跑道
- 沙池
- 高爾夫球及射箭雙用途場地

花園
- 溫室
- 譽花園
- 綠色長廊
- 悠閒徑
- 花園
- 空中花園

停車場
- 停車場
- 單車停泊區

特定用途室
- 會談室
- 家長教師活動室
- 學生活動中心
- 音響控掣室
- 舞蹈室
- 教職員休息室

## 生物科技教研室
為推廣生物科技教育，辦學團體嗇色園與香港生物教育資源中心合辦全港首間建於中小學校園內而設備達致大學實驗室水平的的生物科技教研室。生物科技教研室並建於嗇色園主辦可譽中學暨可譽小學的中學部大樓內，而專業技術指導則由香港生物教育資源中心提供。教研室於2004年4月22日由香港大學校長徐立之教授等人主禮揭幕及啟用，已為全港校長及生物科老師舉行了多次培訓課程及專家講座，以及為全港學生舉辦多項生物科技教育活動，啟發並加強市民大眾，特別是年輕一代，對於生物科技的知識的學習和認知。
為了進一加強推廣生物科技教育的普及性，嗇色園與香港生物教育資源中心再度合作，將一部12米長的旅遊巴改裝成全亞洲首部生物科技流動實驗室—嗇色園生物科技流動實驗室，並於2009年4月24日正式啟用，並走訪到全港各區的中小學，深入各區為中小學生提供生物科技教育服務。

## 班級結構 (2021-2022年度)(中小學概覽資料）
| 小學部    | 小學部    | 小學部    | 小學部    | 小學部    | 小學部    |
| --------- | --------- | --------- | --------- | --------- | --------- |
| 小一 四班 | 小二 五班 | 小三 五班 | 小四 三班 | 小五 兩班 | 小六 兩班 |

| 中學部    | 中學部    | 中學部    | 中學部    | 中學部    | 中學部    | 中學部 |
| --------- | --------- | --------- | --------- | --------- | --------- | ------ |
| 中一 四班 | 中二 四班 | 中三 四班 | 中四 四班 | 中五 四班 | 中六 四班 |        |

## 事件
2023年6月5日，一名38歲女教職員晚上6時許被發現在教員室內暈倒，經送院搶救後不治。消息稱，女事主她曾因肌肉疼痛而求醫，上班並無異樣。

## 外部連結
- 嗇色園（页面存档备份，存于）
- 嗇色園主辦可譽中學暨可譽小學（页面存档备份，存于）
- 無綫電視藝員周嘉洛（页面存档备份，存于）

王逸戰Instagram